# 新西區
新西區為民國三十五年（1946年）的舊省轄市嘉義市行政區之一。

## 沿革
- 1945年（民國34年）中華民國接管臺灣，12月1日嘉義市正式成立，並將行政區劃分為東門、西門、北門、南門、八獎、竹圍、北鎮、東山等八區。
- 1946年（民國35年）7月，將西門區與竹圍區合併為新西區[2]。
- 1950年（民國39年）10月，調整行政區域，嘉義市被廢除省轄市資格，與臺南縣嘉義區、東石區合併為嘉義縣，新西區改制為新西鎮[1]。
- 1951年（民國40年）11月，與新東鎮、新南鎮、新北鎮合併成立縣轄市嘉義市[1]。

## 行政區
- 新西區共有53里[2]：
- 武垣里、平安里、初陽里、建國里、郵政里、震安里、一德里、思明里、大業里、巽山里、府路里、
- 中庸里、義德里、雙福里、功科里、學圃里、康莊里、義昌里、柳濃里、盡榮里、福松里、和平里、
- 曉芳里、自治里、書院里、民安里、爽文里、光明里、驛站里、菜園里、建設里、集英里、振興里、
- 力行里、育英里、導民里、文化里、華明里、培元里、任重里、致遠里、翠岱里、自強里、小湖里、
- 福全里、三民里、西平里、磚磘里、劉厝里、港坪里、頭港里、大溪里、溪厝里

## 教育與醫療機構

### 國民學校
- 嘉義市立新西區大同國民學校（今 嘉義市西區大同國民小學）
- 嘉義市立新西區垂楊國民學校（今 嘉義市垂楊國民小學）